# Gran Premi de Veneçuela de motociclisme
El Gran Premi de Veneçuela de motociclisme fou un esdeveniment esportiu que es disputà en 3 ocasions entre el 1977 i el 1979 al Circuit de San Carlos, dins del calendari del Campionat del món de motociclisme.

## Noms oficials i patrocinadors
- 1977: Grand Prix de Venezuela (sense patrocinador oficial)
- 1978: II Grand Prix de Venezuela (sense patrocinador oficial)
- 1979: Gran Premio de Venezuela (sense patrocinador oficial)

## Guanyadors múltiples

### Pilots
| # Victòries | Pilot        | Victòries | Victòries        |
| # Victòries | Pilot        | Categoria | Anys             |
| ----------- | ------------ | --------- | ---------------- |
| 3           | Barry Sheene | 500 cc    | 1977, 1978, 1979 |
| 2           | Ángel Nieto  | 125 cc    | 1977, 1979       |
| 2           | Walter Villa | 250 cc    | 1977, 1979       |

### Constructors
| # Victòries | Constructor | Victòries | Victòries        |
| # Victòries | Constructor | Categoria | Anys             |
| ----------- | ----------- | --------- | ---------------- |
| 5           | Yamaha      | 350 cc    | 1977, 1978, 1979 |
| 5           | Yamaha      | 250 cc    | 1978, 1979       |
| 3           | Suzuki      | 500 cc    | 1977, 1978, 1979 |
| 2           | Minarelli   | 125 cc    | 1978, 1979       |

## Guanyadors per any
| Any  | Circuit    | 125 cc             | 125 cc    | 250 cc        | 250 cc          | 350 cc            | 350 cc | 500 cc       | 500 cc | Detalls |
| Any  | Circuit    | Pilot              | Moto      | Pilot         | Moto            | Pilot             | Moto   | Pilot        | Moto   | Detalls |
| ---- | ---------- | ------------------ | --------- | ------------- | --------------- | ----------------- | ------ | ------------ | ------ | ------- |
| 1979 | San Carlos | Angel Nieto        | Minarelli | Walter Villa  | Yamaha          | Carlos Lavado     | Yamaha | Barry Sheene | Suzuki | Detalls |
| 1978 | San Carlos | Pier Paolo Bianchi | Minarelli | Kenny Roberts | Yamaha          | Takazumi Katayama | Yamaha | Barry Sheene | Suzuki | Detalls |
| 1977 | San Carlos | Angel Nieto        | Bultaco   | Walter Villa  | Harley Davidson | Johnny Cecotto    | Yamaha | Barry Sheene | Suzuki | Detalls |